# NGC 6741
NGC 6741 је планетарна маглина у сазвежђу Орао која се налази на NGC листи објеката дубоког неба.
Деклинација објекта је - 0° 26' 56" а ректасцензија 19h 2m 37,0s. Привидна величина (магнитуда) објекта NGC 6741 износи 11,5 а фотографска магнитуда 10,8. NGC 6741 је још познат и под ознакама PK 33-2.1, J 475, CS=14.7.